# Arctite
L'arctite è un minerale.